# For All Kings
For All Kings — одиннадцатый студийный альбом американской трэш-метал группы Anthrax, выпущенный 26 февраля 2016 года.

## Об альбоме
В январе 2013 года гитарист Роб Каджано ушёл в группу Volbeat и был заменён Джонатаном Донаисом из Shadows Fall.
Запись альбома началась в конце 2014 года с продюсером Джеем Растоном в студии в Лос-Анджелесе.
Видеоклип на песню «Evil Twin» был выпущен 22 октября 2015 года, а спустя несколько дней было представлено название альбома.
В ноябре 2015 года была объявлена дата выхода альбома и представлена обложка. 4 декабря 2015 Anthrax представили трек-лист альбома.

### Отзывы и критика
Совокупная оценка на сайте Metacritic — 70/100 («в целом благоприятные») на основании 11 рецензий.
Журнал InRock в обзоре альбома отмечает, что «стилистически это металл, с каким эпитетом — значения не имеет, хотя некоторые пытаются добавить модную приставку „грув-“, и в чём-то они правы»", и утверждает, что трэш-метала в альбоме немного. Тем не менее, рецензент из PopMatters замечает, что For All Kings «выделяется как мощный трэш-метал с отличительным звуком, который — безошибочно Anthrax, какой он есть».

## Список композиций
Слова и музыка всех песен — написаны Джоуи Белладонной, Скоттом Иэном, Фрэнком Белло и Чарли Бенанте.
| №                   | Название               | Длительность |
| ------------------- | ---------------------- | ------------ |
| 1.                  | «You Gotta Believe»    | 7:32         |
| 2.                  | «Monster at the End»   | 3:55         |
| 3.                  | «For All Kings»        | 5:00         |
| 4.                  | «Breathing Lightning»  | 6:33         |
| 5.                  | «Suzerain»             | 4:53         |
| 6.                  | «Evil Twin»            | 4:40         |
| 7.                  | «Blood Eagle Wings»    | 7:53         |
| 8.                  | «Defend Avenge»        | 5:13         |
| 9.                  | «All of Them Thieves»  | 5:14         |
| 10.                 | «This Battle Chose Us» | 4:53         |
| 11.                 | «Zero Tolerance»       | 3:48         |
| Общая длительность: | Общая длительность:    | 59:34        |

| №                   | Название             | Длительность |
| ------------------- | -------------------- | ------------ |
| 12.                 | «Vice of the People» | 5:18         |
| Общая длительность: | Общая длительность:  | 64:52        |

| №                   | Название                                       | Длительность |
| ------------------- | ---------------------------------------------- | ------------ |
| 1.                  | «Fight ’Em ’Til You Can’t» (концертная версия) | 6:10         |
| 2.                  | «A.I.R.» (концертная версия)                   | 6:37         |
| 3.                  | «Caught in a Mosh» (концертная версия)         | 5:18         |
| 4.                  | «Madhouse» (концертная версия)                 | 4:06         |
| Общая длительность: | Общая длительность:                            | 22:11        |

## Участники записи
Список составлен по сведениям базы данных Discogs
Anthrax:
- Джоуи Беладонна — вокал
- Джонатан Донаис — соло-гитара
- Скотт Иэн — ритм-гитара
- Фрэнк Белло — бас-гитара
- Чарли Бенанте — ударные

| Технический персонал: - Anthrax — продюсирование - Джей Растон — продюсирование, сведение - Пол Логус — мастеринг - Джеймс Ингрэм — звукорежиссёр (запись ударных партий) - Джош Ньюэлл — звукорежиссёр (запись ударных партий) - Майкл Петерсон — звукорежиссёр (запись ударных партий) - Асим Али — звукорежиссёр (дополнительные записи) - Энди Лагис — звукорежиссёр (дополнительные записи) - Алекс Эльсаммак — ассистент звукорежиссёра (запись партий бас-гитары и соло-гитары) - Кен Эйзеннагель — ассистент звукорежиссёра (запись гитарных партий) | Технический персонал: - Молли Мартин — ассистент звукорежиссёра (запись партий бас-гитары и соло-гитары) - Тони Перри — ассистент звукорежиссёра (запись наложения бас-гитары) - Майкл Миллер — ударный техник - Иэн Галлоуэй — гитарный техник Оформление и упаковка: - Алекс Росс — обложка альбома - Чарли Бенанте — дизайн обложки альбома - Дуглас Хойссер — графический дизайн - Стивен Томпсон — дополнительное художественное оформление |

## Позиции в хит-парадах
| Чарт (2016)                         | Высшая позиция | Пребывание |
| ----------------------------------- | -------------- | ---------- |
| Австралия (ARIA)                    | 12             | 2 недели   |
| Австрия (Ö3 Austria)                | 14             | 3 недели   |
| Бельгия/Фландрия (Ultratop)         | 36             | 8 недель   |
| Бельгия/Валлония (Ultratop)         | 16             | 8 недель   |
| Великобритания (UK Albums Chart)    | 21             | 1 неделя   |
| Венгрия (MAHASZ)                    | 17             | нет данных |
| Германия (Offizielle Top 100)       | 5              | 4 недели   |
| Ирландия (IRMA)                     | 54             | нет данных |
| Испания (PROMUSICAE)                | 46             | 2 недели   |
| Италия (Classifica album)           | 46             | 2 недели   |
| Канада (Canadian Albums Chart)      | 14             | 1 неделя   |
| Нидерланды (Album Top 100)          | 50             | 1 неделя   |
| Новая Зеландия (RMNZ)               | 33             | 1 неделя   |
| Норвегия (VG-lista)                 | 25             | 1 неделя   |
| Польша (ZPAV)                       | 35             | 1 неделя   |
| США (Billboard 200)                 | 9              | 3 недели   |
| США (Billboard Top Rock Albums)     | 2              | 5 недель   |
| Финляндия (Suomen virallinen lista) | 4              | 1 неделя   |
| Чехия (ČNS IFPI)                    | 10             | нет данных |
| Швеция (Sverigetopplistan)          | 49             | 1 неделя   |
| Швейцария (Schweizer Hitparade)     | 8              | 3 недели   |
| Шотландия (Scottish Albums Chart)   | 10             | 2 недели   |
| Япония (Oricon)                     | 39             | нет данных |